# 百瀬喬
百瀬 喬（ももせ たかし、1938年2月5日 - 2020年3月6日）は、日本の音楽評論家。 

## 生涯
1938年（昭和13年）2月5日、長野県松本市に生まれる。
音楽雑誌『MUSICA NOVA』（ムジカ ノーヴァ、音楽之友社刊）の編集長を経て、ピアノ曲専門の音楽評論家として活動した。音楽批評界に専門別の批評制度を持ち込んだ人物として知られる。
数々の著名な音楽コンクールの審査員、審査委員長を歴任。有名なピアニストのインタビューが多数、音楽雑誌『音楽の友』（音楽之友社刊）に掲載されている。
千葉県八千代市に長年居住したが、後年は同県柏市に居を移した。
『我孫子野鳥を守る会』会員としても活動した。
2020年（令和2年）3月6日、脳出血のため逝去する。